# Корниловский конный полк
Корниловский конный полк — кубанский казачий полк, участвовавший в Гражданской войне в составе Добровольческой армии, Вооружённых сил Юга России и Русской армии.

## История

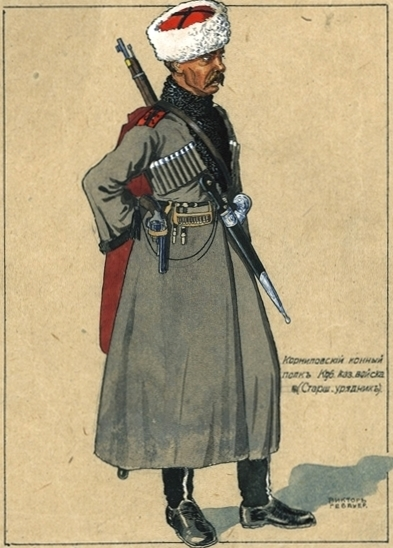
Старший урядник полка

Сформирован как Кубанский конный дивизион, в который была сведена кубанская кавалерия после соединения Кубанского отряда с Добровольческой армией 14 марта 1918 года. Дивизион входил в состав Конной бригады, с 6 июня 1918 года — 1-й конной дивизии как 1-й Кубанский конный полк. К началу июня 1918 года насчитывал 510 шашек при 4 пулеметах, состоял из казаков различных отделов Кубанского казачьего войска.
С 4 августа 1918 года, по ходатайству полковника Науменко, полк получил почетное наименование Корниловского конного, а 14 сентября того же года — знамя, пожалованное в 1803 году Черноморскому казачьему войску. Корниловцы отличились в боях за Ставрополь 1 ноября 1918 года, когда под командованием полковника Бабиева ворвались в город, захватили вокзал и стоявший там красный бронепоезд. В конце 1918 — начале 1919 года полк действовал на Северном Кавказе в составе 1-й конной дивизии, весной 1919 года — на Маныче в составе 3-й Кубанской казачьей дивизии. К апрелю 1919 года имел 200 шашек, на 5 октября 1919 года — 334 шашки при 21 пулемете. Летом—осенью 1919 года был придан 3-й Кубанской казачьей дивизии, с которой участвовал в боях за Царицын, неся большие потери. В начале 1920 года полк опять понес значительные потери при отходе от Маныча, а в апреле 1920 года капитулировал под Адлером.
7 июля 1920 года был вновь сформирован в Русской армии из собравшихся в Крыму чинов полка, вошел в состав 1-й Кубанской казачьей дивизии. Приказом Главнокомандующего ВСЮР от 27 июля 1920 года полк был пожалован серебряными трубами с лентами ордена Св. Николая Чудотворца. В августе 1920 года участвовал в Кубанском десанте, откуда с другими кубанскими частями вернулся в Крым. В составе Конного корпуса корниловцы принимали участие в Заднепровской операции, после чего с боями отошли на Крымский полуостров. В боях на Перекопе был смертельно ранен последний командир корниловцев полковник Литвиненко. На 27 октября 1920 года полк имел 300 шашек при 16 пулеметах.
После эвакуации Крыма корниловцы находились на Лемносе, где 29 ноября 1920 года вместе с 1-м Линейным полком были сведены в 3-й Сводно-Кубанский конный полк. В следующем году этот полк переехал в Югославию.
В эмиграции полковник Ф. И. Елисеев оставил воспоминания о боевой работе Корниловского конного полка, опубликованные в 2003 году под заглавием «С Корниловским конным».

## Командиры

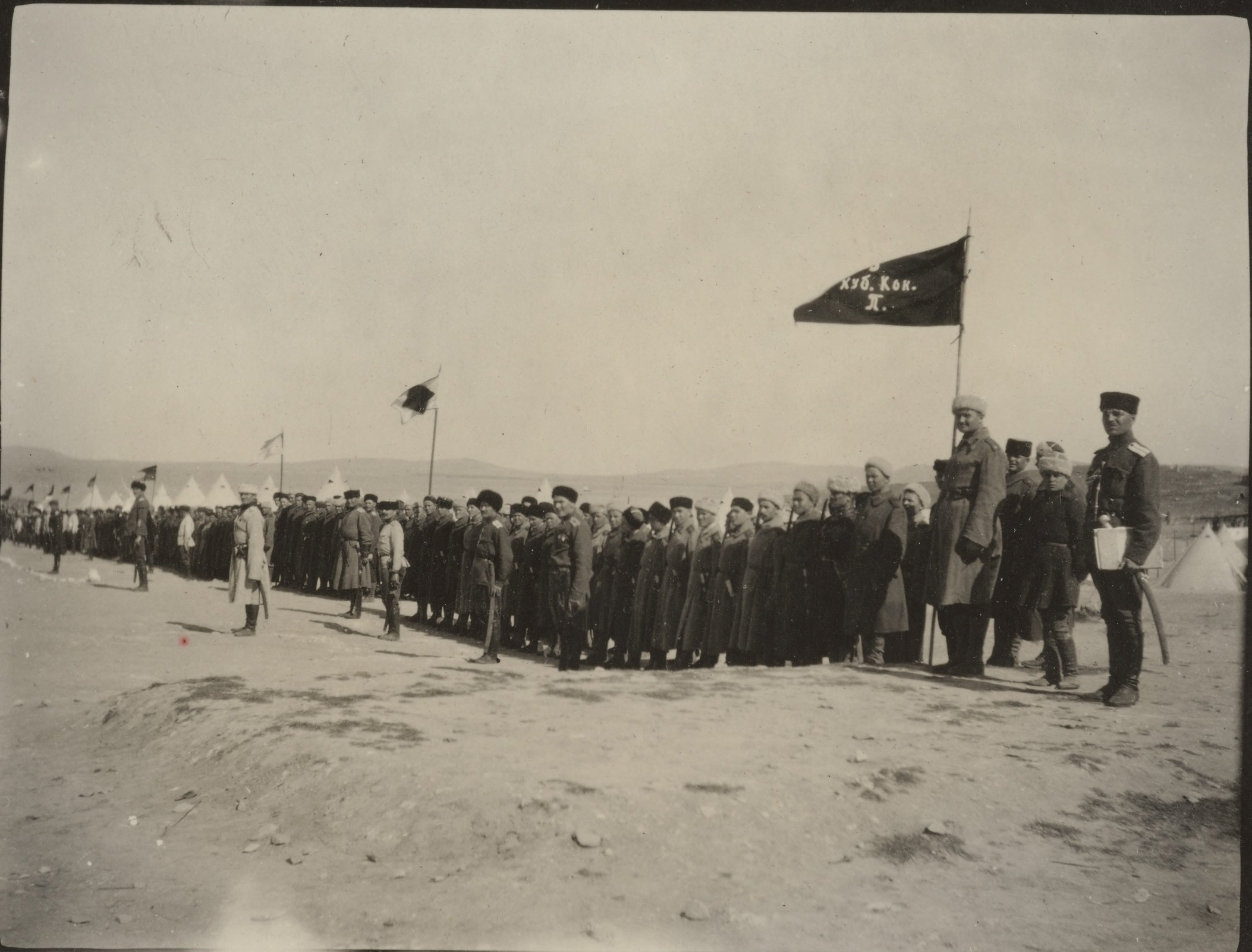
Корниловцы на Лемносе

- xx.03.1918 — xx.04.1918 — подполковник А. А. Корнилов
- xx.04.1918 — xx.05.1918 — полковник Г. Я. Косинов
- 27.06.1918 — 12.08.1918 — полковник В. Г. Науменко
- 12.08.1918 — 07.09.1918 — войсковой старшина Е. И. Ермоленко
- 07.09.1918 — 17.09.1918 — полковник Н. А. Федоренко, убит.
- 13.10.1918 — 26.01.1919 — войсковой старшина (полковник) Н. Г. Бабиев
- 02.02.1919 — 18.06.1919 — есаул (полковник) Ф. И. Елисеев
- 18.06.1919 — xx.xx.1919 — полковник Головин
- xx.xx.1919 — xx.04.1920 — войсковой старшина В. А. Безладнов
- хх.05.1920 — xx.xx.1920 — полковник И. В. Литвиненко
- 27.10.1920 — врид. полковник Макеев